# ويليام جويسي (ممثل)
ويليام جويسي (بالإنجليزية: William Joyce)‏ هو ممثل أمريكي، ولد في 21 أكتوبر 1930 في الولايات المتحدة، وتوفي بنفس المكان في 3 سبتمبر 1988.

## وصلات خارجية
- ويليام جويسي على موقع IMDb (الإنجليزية)
- ويليام جويسي على موقع قاعدة بيانات برودواي على الإنترنت (الإنجليزية)
- ويليام جويسي على موقع قاعدة بيانات الفيلم (الإنجليزية)